# Chipironier

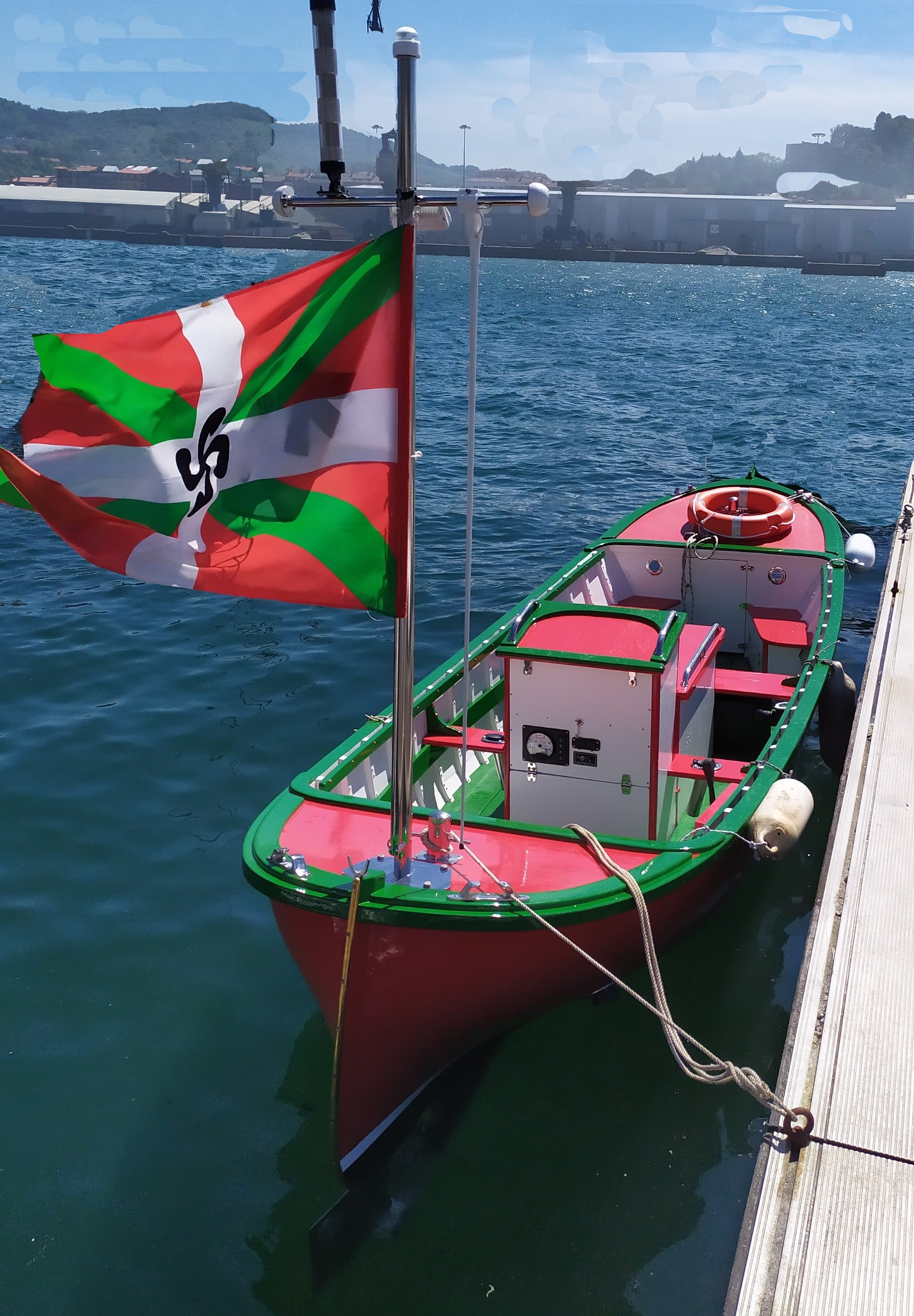
Chipironier en bois, de 5.80 m, équipée d'un moteur diesel de 3 cylindres de 21 cv, construit en 2024 par le charpentier de marine basque Otsoserroi Larrieu, inauguré lors du festival maritime de Pasaia le 08/05/2024

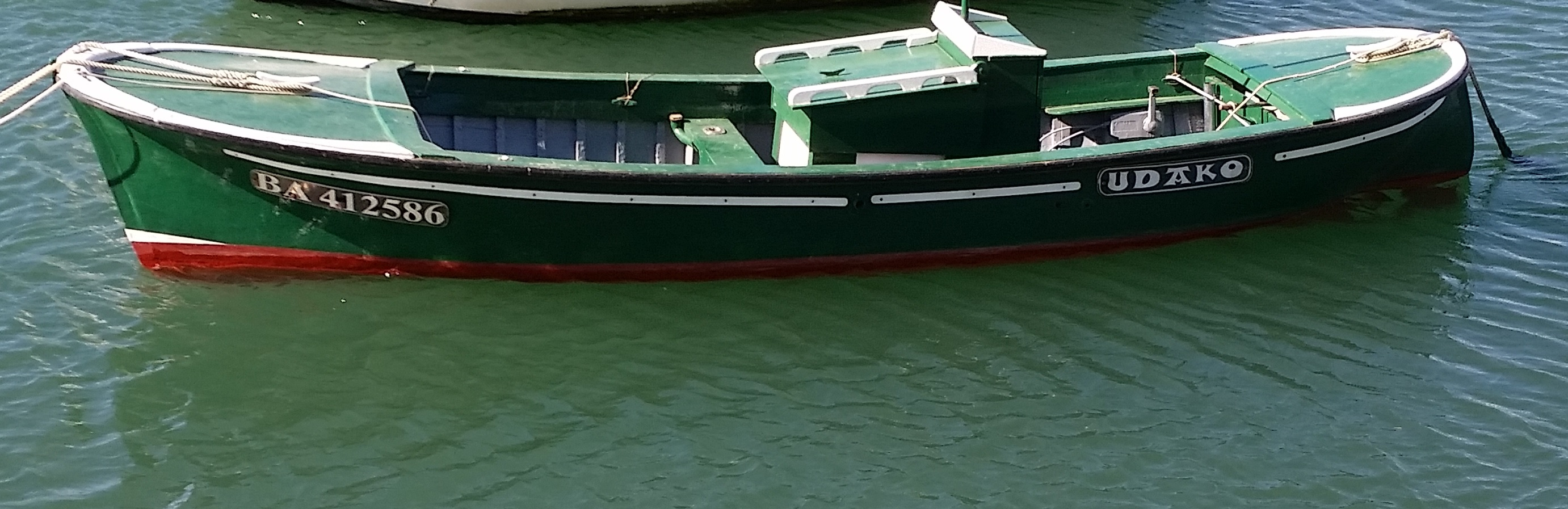
Udako - chipironier en bois construit à Pasaia en 1960 doté d'un petit moteur diesel fixe -.

Le chipironier ou batel, batteleku ou traînière ou "gazolin" est l'une des plus petites unités de pêche traditionnelle côtière du littoral basque. En bois à l'origine, d'une longueur de 4,50 à 8 mètres ses lignes sont caractéristiques de la longue tradition de construction navale basque reconnaissables entre toutes par un étambot inversé très prononcé, une proue tulipée et une tonture positive importante. D'abord manœuvrées à la voile et à l'aviron, ce type de propulsion a beaucoup influencé l'architecture des bateaux de navigation côtière. Elle a produit des bateaux aux formes longues, étroites, légères et à faible tirant d'eau, formes qui opposaient peu de résistance à l'avancement. Ces embarcations ont adopté le moteur au début du XXe siècle à partir de 1920. L'équipage est composé d'un à cinq hommes.

## Étymologie
L'origine du mot chipironier est due au fait que cette embarcation est souvent utilisé pour la pêche aux chipirons, (txipiroiak en basque). Son nom en basque est txipironer, en espagnol chipironera.

## Historique

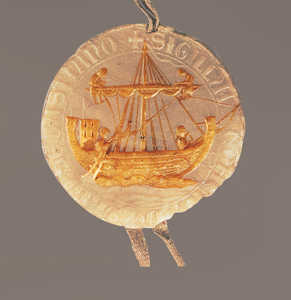
Sceau de la ville de Saint-Sébastien de 1352 représentant une bateau basque attestant d'une tradition navale bien établie.

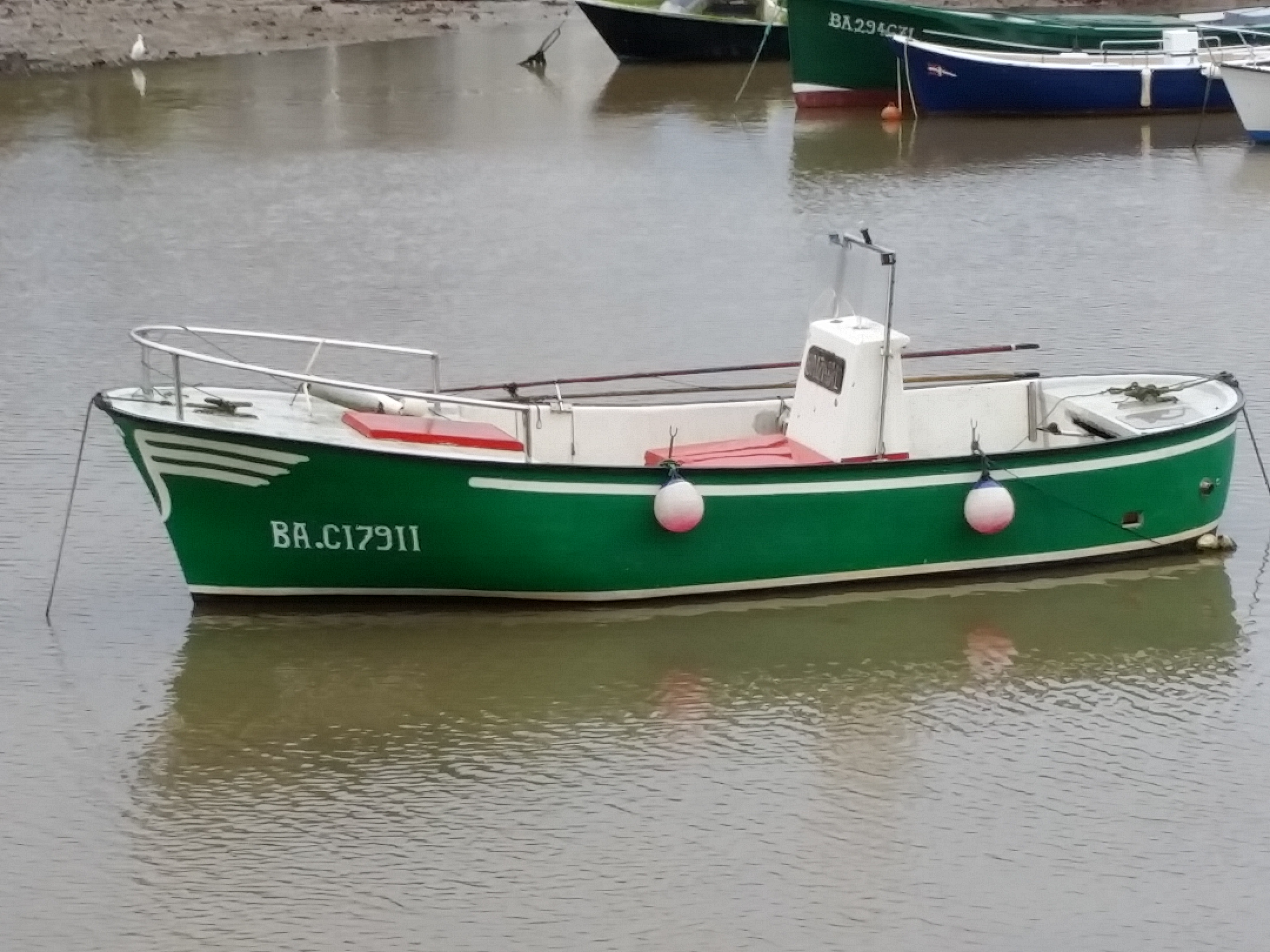
Chipironier polyester à Ciboure

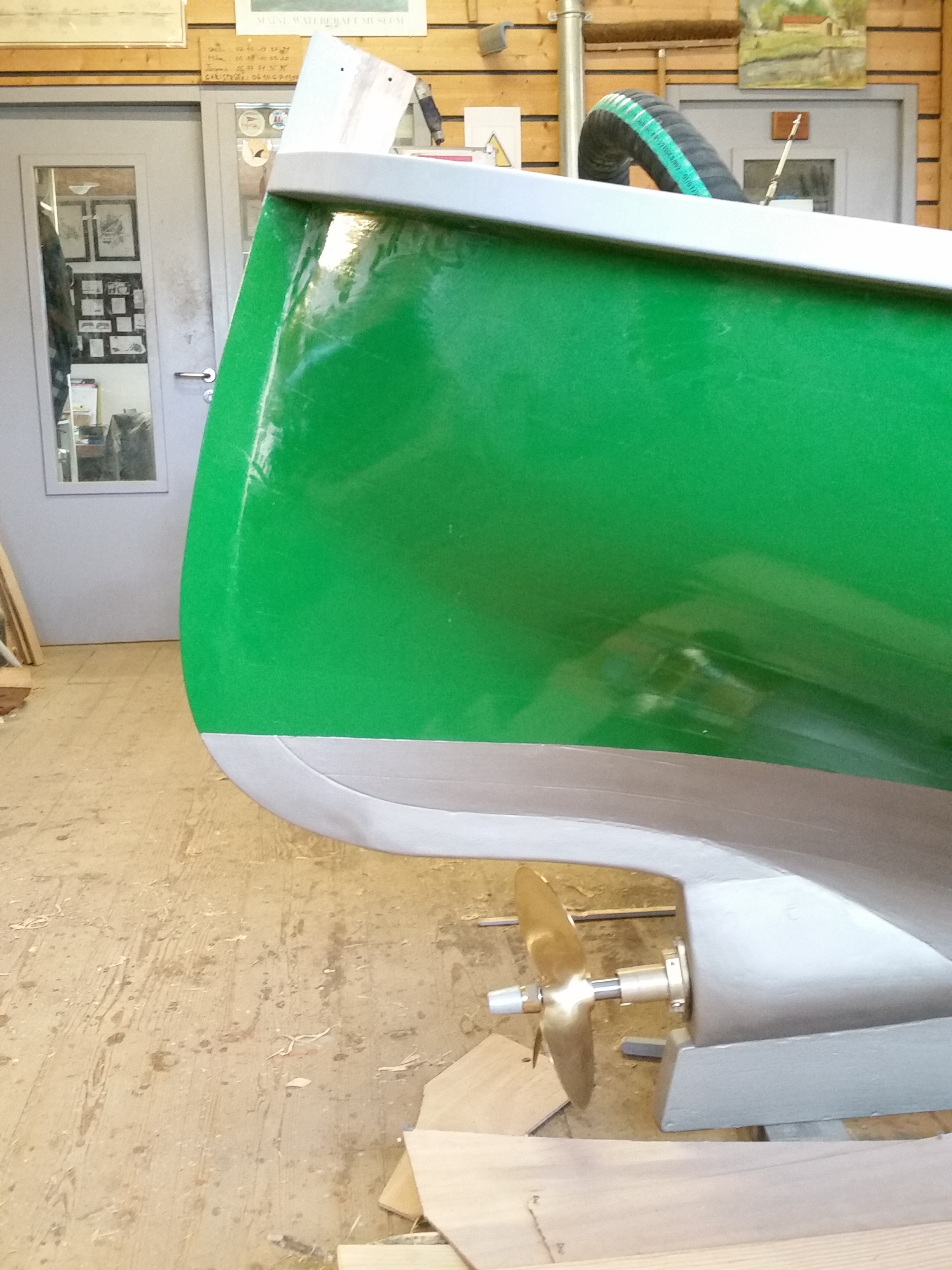
Étambot inversé très prononcé d'un chipironier en bois, typique de la construction navale basque.

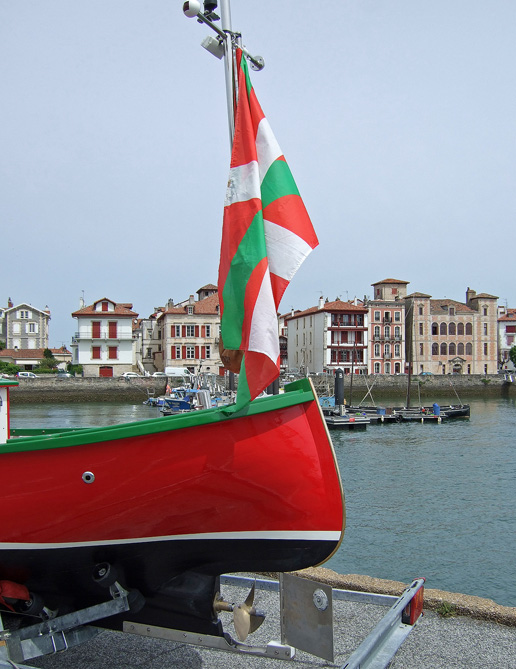
Étambot inversé très prononcé d'un chipironier en bois neuf, typique de la construction navale basque.

De petites embarcations de pêche existent depuis fort longtemps (dans les ordonnances de la confrérie de Bermeo rédigées en 1353, les battela sont mentionnées comme de moyenne importance). Ce type de construction est attesté depuis au moins le XIIIe siècle. En effet, on peut voir aux Archives nationales à Paris l'empreinte en cire du sceau de la ville de Saint-Sébastien, apposée sur un document de l'an 1297.

## Utilisation
Très utilisé pour la pêche aux chipirons (calamars), à l'anchois, au chinchard et au merlu. Également pour la pêche à la palangre, avec de petits filets maillant et aussi avec des casiers pour les crustacés.
Certains et même si ce n'est pas habituel ou fortement recommandé, à cause du manque d'un pont couvert, s'en vont loin en mer dans les bons jours de l'Été à la pêche au thon quand il approche à environ 10-15 mille des côtes.

## Type de construction
Cette embarcation est d'abord construite en bois, jusqu'au milieu des années 1970. Plusieurs chantiers navals dont Olaciregui à Hondaribia sont passés à la construction en fibres polyester et ont en cinquante ans quasiment remplacé tous les chipironiers en bois par des chipironiers en fibre. Ils en ont conservé tout de même les caractéristiques principales. Mais la principale caractéristique de l'étambot inversé ne peut être reproduite sur un moule en polyester car la coque ne serait pas démoulable alors. Seule la construction en bois permet de donner à l'étambot une forme inversée très prononcée ce qui donne au batteleku en bois une élégance de construction arrière, typiquement basque, toute particulière.
On peut voir sur tout le littoral basque dans les ports de Bayonne à Bermeo, des centaines de chipironiers en polyester, alignés côte à côte et il n'en subsiste dans ces ports que très peu en bois.
Il reste toutefois, un bateau sans pont, ce qui lui confère une caractéristique unique qui n'est pas habituelle, sur d'autres côtes même plus calmes et plus encore dans une mer agitée comme le golfe de Gascogne. Même ceux construits en fibre n'ont pas de pont sauf quelques rares unités, rarement un petit poste de pilotage-cabine est dressé derrière le capot moteur les faisant ressembler à de plus grosses unités.

## Construction en bois
Sa construction en bois requiert un important savoir-faire qui rend la construction amateur impossible, ou tout du moins extrêmement difficile. D'autant plus que, ces constructions étaient la plupart du temps, réalisées à partir d'une demi-coque et non de plans. La demi-coque est l'élément de base de la construction bois. Démontable, c'est à partir d'elle que sont reprises les lignes d'eau et l'ensemble des cotes du futur chipironier. Elle constitue le plan de l'embarcation. La demi-coque est réalisée à partir de deux bois différents qui permettent de marquer la ligne de flottaison.
Les lignes d'un chipironier sont très caractéristiques, mais autorisent tout de même un certain nombre de variations. La forme de sa coque peut être définie de la manière suivante : La proue est généralement droite, un peu saillante et très tulipée, les flancs légèrement frégatés, la poupe pincée, l'étambot inversé très prononcé, la tonture positive est relativement marquée. Les bordés sont très pincés. Une ferrure en acier (bande molle traditionnellement en bronze) de protection, est apposée tout le long sous la quille, de l'étrave à l'étambot.
C'est avant tout leur taille qui permet de distinguer ces embarcations. Sachant que les coques les plus longues ont induit des changements techniques tels qu'une alternance entre des membrures chantournées et d'autres en acacias ployées à chaud.
Sa structure est composée d'un ensemble de bordés en pichpin (bois résineux sans nœud dont la dureté atteint presque celle du chêne) ou en pin du Nord, de membrures chantournées (sciées) en chêne, de varangues en acacias chauffées à la vapeur afin de les ployer plus facilement et rivetées à chaud aux bordées (cette technique est la plus respectueuse de la ligne du bois) et d'une quille en chêne. Les pièces de chêne sont choisies avec soin, de manière que les fibres du bois épousent les courbes de la pièce qui en sera issue.
Seules, ces caractéristiques formelles, s'appliquent à plusieurs embarcations typiques du Pays basque dont les longueurs varient de 4,50 mètres à un peu plus de 20 mètres.
Cet ensemble d'embarcations comprend notamment : le batteleku, le battel, le battel handi, la trainérille, la trainière, et de plus grosses unités de pêche dont il ne reste aujourd'hui au Labourd que peu de représentants : le Patchiku à Bayonne et le sardinier-thonier-ligneur « Aïrosa » dans le port de Saint-Jean-de-Luz, construit en 1953 par les frères Hiribarren, tous deux classés au titre des monuments historiques, le chipironier-merlutier Turlutia construit en 1954 à Ciboure, classé également depuis 2019 et quelques autres rares unités. Après la disparition totale de la construction traditionnelle de chipironier en bois, l'association Albaola en sauvegarde et en restaure à la Factoria à Pasaia au Guipuscoa ainsi que l'association Euskal Batel Eroak à Lekeitio. À Saint-Jean-de-Luz-Ciboure l'association Egurrezkoa, l'association Itsas Begia et le chantier Marin, en sauvegardent et les restaurent également. À Guiche, l'association "Les Escumayres Talasta" également.
Les chipironiers ou batels furent d'abord équipés de petits moteurs à essence (d'où leur surnom de "gazolin") puis de moteurs diesel. Pour ce faire l'échantillonnage fut augmenté, la largeur agrandie et l'ajout d'une quille épaisse permit le passage de l'arbre d'hélice.
Sur le pont arrière est dressé un petit mât et sa bôme fixe, en inox la plupart du temps, portant une voile fixe triangulaire appelée tape-cul. Sa fonction n'est pas motrice comme il pourrait sembler, mais d'éviter le roulis et de parer au vent, tant dans la navigation que dans la pêche moteur à l'arrêt. Les feux de position, de navigation, le réflecteur radar et l'antenne radio sont généralement installés dessus. On peut voir aussi certains chipironiers dotés d'une petite cabine. Ils imitent en cela les plus grosses unités de pêche de la côte Basque. Mais c'est plus commun dans les ports de Cantabrie que dans les ports basques.

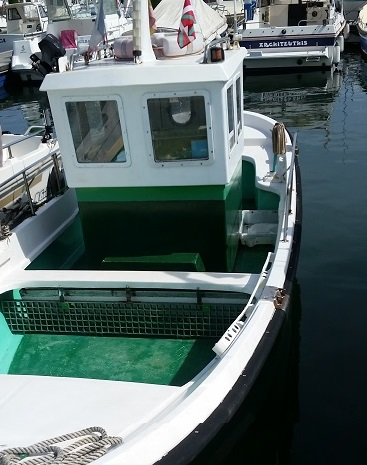
Chipironier en polyester doté d'une petite cabine dans le port de Fontarrabie en 2023. Il imite par cela les plus grosses unités de pêche de la côte basque.

## Renouveau

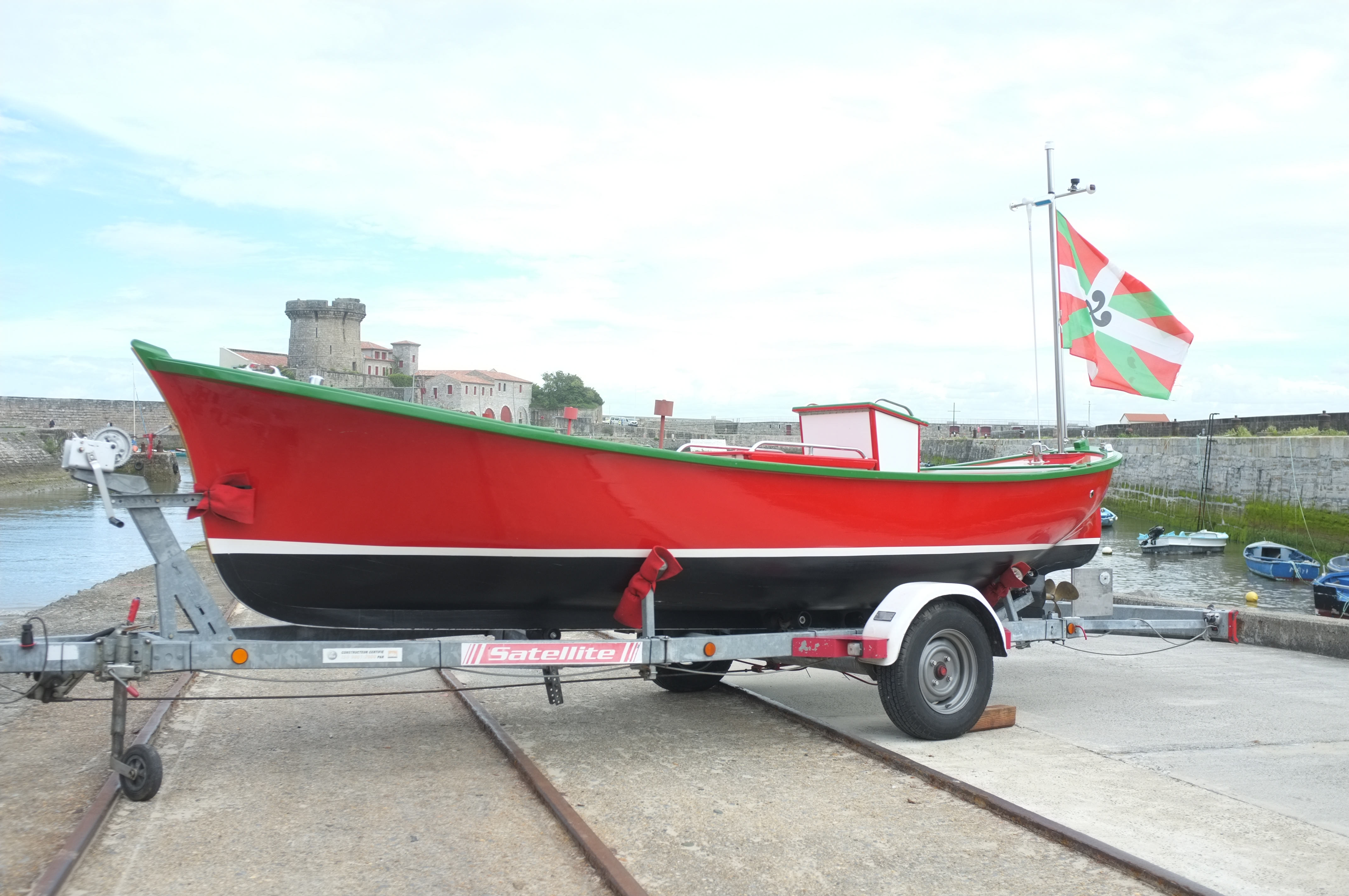
Chipironier en bois, de 5.80 m, équipée d'un moteur diesel de 3 cylindres de 21 cv, construit en 2024, photographié sur le port de Socoa.

Après la disparition totale de la construction traditionnelle de chipironier en bois, un charpentier de marine basque en refabrique et en sort un premier en 2024. Baptisé Elkano, d'une longueur de 6 mètres, motorisé d'un trois cylindres diesel de 21 chevaux. Il est inauguré lors du festival maritime de Pasaia en mai 2024.